# Broby grafiska utbildning
Brobygrafiska Utbildning är en skola som bedriver yrkeshögskoleutbildning och uppdragsutbildning inom områdena grafisk teknik och design, förpackningsdesign och digitala medier. Skolan grundades 1992 och ligger i ligger i Sunne, Värmland. Skolans huvudman är Sunne kommun.

## Bakgrund
Brobygrafiska startades 1992 i samband med att Tetra Pak etablerade sig i Sunne. Den första utbildningen som hölls var en utbildning i grafisk teknik mot flexografi (förpackningstryck). Industrihallar byggdes om och inreddes till klassrum. Entreprenören och data- och företagsekonomiläraren Inga-Lill Lindqvist samlade det lokala näringslivet, politiker, tjänstemän, länsarbetsnämnd, akademi, fackförbund och arbetsgivarorganisationer i den grafiska branschen. Gemensamt kom de fram till målet att skapa utbildningar från gymnasie- till forskningsnivå inom grafisk teknik och media, vilket speglar ortens näringsliv. En viktig framgångsfaktor för Brobygrafiska har från början därmed varit ett nära samarbete mellan skola, akademi och näringsliv. 
Med åren har antalet utbildningar ökat inom näraliggande kompetensområden såsom grafisk produktion, media, förpackningsdesign, fotografi, manusförfattande och webb mm. Vad som från början var en mötesplats för den flexografiska branschen är idag en mötesplats för grafisk design och teknik samt media och kultur. Inga-Lill Lindqvist verkade som rektor fram till 2011.

### Yrkeshögskoleutbildning och uppdragsutbildning
Från hösten 2013 bedriver Brobygrafiska yrkeshögskoleutbildning och uppdragsutbildning.  
Hösten 2013 samlades Sunne kommuns gymnasieverksamhet under namnet Sunne Gymnasieskola. Brobygrafiskas gymnasieverksamhet slogs samman med Brobyskolan och en ny skola skapades: Sunne Gymnasieskola/Broby. SG/Broby delar delvis lokaler med Brobygrafiska.   

## Utbildningar

### Yrkeshögskoleutbildning
- Förpackningsdesigner 400 YH-p
- Grafisk formgivare/tekniker 400 YH-p
- Digital designer 400 YH-p

### Distansutbildningar
- Hållbar varumärkesstrategi 75 YH-p
- Front-end 75 YH-p
- UX/UI designer 75 YH-p